# مارک سوچی
مارک سوچی (به چکی: Marek Suchý) (زاده ۲۹ دسامبر ۱۹۸۸) بازیکن فوتبال اهل جمهوری چک است. همچنین پست تخصصی او مدافع است.

## تیم ملی
وی سابقه ۴ بازی ملی برای تیم ملی فوتبال جمهوری چک در کارنامه دارد.